# Teoria assiomatica degli insiemi
La teoria assiomatica degli insiemi è una versione della teoria degli insiemi che definisce gli insiemi sulla base di alcuni assiomi, in modo tale da evitare i paradossi derivati dalla formulazione della teoria ingenua degli insiemi. 
La teoria degli insiemi è una branca della matematica sviluppata principalmente dal matematico tedesco Georg Cantor alla fine del XIX secolo. Inizialmente controversa, la teoria degli insiemi è arrivata ad avere il ruolo di teoria fondamentale nella matematica moderna, nel senso di una teoria invocata per giustificare le assunzioni fatte riguardo all'esistenza degli oggetti matematici (come i numeri o le funzioni) e delle loro proprietà. 
Le formulazioni formali della teoria degli insiemi hanno giocato anche un ruolo fondamentale nello specificare un ideale di rigore matematico nelle dimostrazioni. Mentre i concetti basilari della teoria degli insiemi sono usati ovunque in matematica, la teoria in sé è seguita come tema specialistico da un numero piccolo di matematici e logici.
Si deve ricordare inoltre che ci sono matematici che usano e promuovono diversi approcci ai fondamenti della matematica.
I concetti basilari della teoria degli insiemi sono "insieme" e "appartenenza". Un insieme è pensato come una collezione di oggetti, chiamati elementi (o membri) dell'insieme. In matematica, gli elementi di un insieme sono oggetti matematici qualsiasi, e in particolare possono essere insiemi. Quindi si parla dell'insieme N dei numeri naturali { 0, 1, 2, 3, 4, ... }, dell'insieme dei numeri reali, e dell'insieme delle funzioni che associano numeri naturali a numeri naturali; ma anche, ad esempio, dell'insieme { 0, 2, N } che ha come elementi i numeri 0 e 2 e l'insieme N.
Inizialmente fu sviluppata quella che ora è chiamata teoria "ingenua" o "intuitiva" degli insiemi. Si scoprì che lasciando la possibilità di eseguire qualsiasi operazione sugli insiemi si arrivava a paradossi (come il paradosso di Russell). Per affrontare questi problemi si dovette ricostruire la teoria degli insiemi, questa volta con un approccio assiomatico. Un esempio di teoria degli insiemi assiomatica è la teoria di Zermelo-Fraenkel.

## Le origini della teoria rigorosa degli insiemi
L'idea importante di Cantor, che rese la teoria degli insiemi un nuovo campo di studio, è stata quella di affermare che due insiemi A e B hanno lo stesso numero di elementi se esiste un modo di appaiare esaustivamente gli elementi di A con gli elementi di B. Quindi l'insieme N dei numeri naturali ha la stessa cardinalità dell'insieme Q dei numeri razionali (entrambi sono detti numerabili), anche se N è un sottoinsieme proprio di Q. D'altra parte, l'insieme R dei numeri reali non ha la stessa cardinalità di N o Q, ma una maggiore (è detto non numerabile). Cantor fornì due dimostrazioni della non numerabilità di R. La seconda di queste, che sfrutta quella che è nota come costruzione diagonale, ha avuto una straordinaria influenza e innumerevoli applicazioni in matematica e logica.
Cantor andò oltre e costruì una gerarchia infinita di insiemi infiniti, i numeri ordinali e cardinali. Questo procedimento era controverso ai suoi tempi, e aveva l'opposizione del finitista Leopold Kronecker, ma oggi non c'è disaccordo significativo fra i matematici sulla correttezza delle idee di Cantor.
Cantor sviluppò la teoria degli insiemi ancora in termini "ingenui", nel senso che non aveva in mente una precisa assiomatizzazione. In retrospettiva, possiamo dire che Cantor usava implicitamente l'assioma di estensionalità, l'assioma dell'infinito e l'assioma di comprensione. Tuttavia l'ultimo porta direttamente al paradosso di Russell, mediante la costruzione dell'insieme S := {A : A non è in A} degli insiemi che non appartengono a sé stessi. (Se S appartiene a sé stesso, allora non vi appartiene, portando a una contraddizione, così S non può appartenere a sé stesso. Ma allora S dovrebbe appartenere a sé stesso, portando ad un assurdo.) Quindi gli insiemisti furono costretti ad abbandonare o la logica classica o la comprensione illimitata, e la seconda scelta fu considerata molto più ragionevole. (Benché l'intuizionismo abbia un notevole seguito, il paradosso continua a valere anche nella logica intuizionistica. Non c'è paradosso nella logica brasiliana, ma questa era del tutto sconosciuta al tempo).
Allo scopo di evitare questo paradosso e paradossi simili, Ernst Zermelo fece uso di un sistema di assiomi per la teoria degli insiemi nel 1908. Incluse in questo sistema l'assioma della scelta, molto controverso, che gli fu necessario per la dimostrazione del teorema del buon ordinamento (o teorema di Zermelo). Questo sistema è stato successivamente raffinato da Adolf Fraenkel e Thoralf Skolem, portando agli assiomi ora utilizzati.

## Assiomi della teoria degli insiemi
Gli assiomi della teoria degli insiemi più studiati e utilizzati ora, benché posti nella loro forma finale da Skolem, costituiscono la teoria degli insiemi di Zermelo-Fraenkel (ZF). In realtà questa espressione in genere esclude l'assioma della scelta, che in passato era molto più controverso rispetto ad ora. Quando questo assioma è incluso, il sistema risultante è detto ZFC (Zermelo-Fraenkel-Choice).
Un'importante caratteristica di ZFC è che tutti gli oggetti che tratta sono insiemi. In particolare, ogni elemento di un insieme è esso stesso un insieme. Altri oggetti matematici familiari, come i numeri, devono essere definiti successivamente in termini di insiemi.
I dieci assiomi di ZFC sono qui elencati (a rigore gli assiomi di ZFC sono soltanto stringhe di simboli logici. Quello che segue deve essere visto come un tentativo di esprimere il senso degli assiomi in Italiano. Inoltre l'assioma di separazione, insieme con l'assioma di rimpiazzamento, è in realtà uno schema di assiomi, uno per ciascuna proposizione). Ogni assioma ha ulteriori informazioni nel suo articolo.
1. Assioma di estensionalità: Due insiemi sono uguali se e solo se hanno gli stessi elementi.
2. Assioma dell'insieme vuoto: Esiste un insieme privo di elementi. Useremo {} per indicarlo.
3. Assioma della coppia: Se x, y sono insiemi, allora lo è anche {x,y}, cioè un insieme contenente x e y come unici elementi.
4. Assioma dell'unione: Ogni insieme ha un'unione. Cioè, per ogni insieme x esiste un insieme y i cui elementi sono esattamente gli elementi degli elementi di x.
5. Assioma dell'infinito: Esiste un insieme x tale che {} è in x e ogni volta che y è in x, lo è anche l'unione y U {y}.
6. Assiomi di specificazione (separazione): Dato un insieme qualsiasi e una generica proposizione P(x), esiste un sottoinsieme dell'insieme originale contenente esattamente gli elementi x per cui vale P(x).
7. Assiomi di rimpiazzamento: Dato un qualsiasi insieme e un'applicazione generica, formalmente definita come una proposizione P(x,y) dove P(x,y) e P(x,z) implicano y = z, esiste un insieme contenente precisamente le immagini degli elementi originali dell'insieme.
8. Assioma dell'insieme potenza: Ogni insieme ha un insieme potenza. Cioè, per ogni insieme x esiste un insieme y, tale che gli elementi di y sono esattamente i sottoinsiemi di x.
9. Assioma di regolarità (o assioma della fondatezza): Ogni insieme non vuoto x contiene un certo elemento y tale che x e y sono insiemi disgiunti.
10. Assioma della scelta (versione di Zermelo): Dato un insieme x di insiemi non vuoti mutuamente disgiunti, esiste un insieme y (un insieme scelta per x) che contiene esattamente un elemento per ogni insieme contenuto in x.

Gli assiomi della scelta e di regolarità sono tuttora controversi presso una minoranza di matematici. 
Altri sistemi assiomatici per la teoria degli insiemi comprendono la teoria degli insiemi di Von Neumann-Bernays-Gödel (NBG), la teoria degli insiemi di Kripke-Platek (KP) e la teoria degli insiemi di Morse-Kelley.

## Indipendenza da ZFC
Molte importanti affermazioni sono indipendenti da ZFC, vedi l'elenco di affermazioni indecidibili in ZFC. L'indipendenza è provata generalmente per forzatura, cioè mostrando che ogni modello numerabile transitivo di ZFC (più eventualmente gli assiomi dei grandi cardinali) può essere esteso in modo da soddisfare l'affermazione in questione, e (mediante una diversa espansione) la sua negazione. Alcune affermazioni indipendenti da ZFC si dimostrano valide in particolari modelli interni, come nel caso dell'universo costruibile. Tuttavia, alcune affermazioni vere riguardo agli insiemi costruibili non sono consistenti con gli assiomi dei grandi cardinali.
Ecco alcune affermazioni la cui indipendenza è dimostrabile per forzatura:
- Ipotesi del continuo
- Principio diamante
- Ipotesi di Suslin
- Ipotesi di Kurepa
- Assioma di Martin (nonostante il nome, non è un assioma di ZFC)
- Assioma di costruibilità (V=L) (anche questo, nonostante il nome, non è un assioma di ZFC)

Nota:
1. La consistenza di V=L non è dimostrabile per forzatura, ma è dimostrabile attraverso modelli interni: ogni modello può essere ridotto a un modello di ZFC+V=L.
2. Il principio diamante implica l'ipotesi del continuo e la negazione dell'ipotesi di Suslin.
3. L'assioma di Martin più la negazione dell'ipotesi del continuo implica l'ipotesi di Suslin.
4. L'universo costruibile soddisfa l'ipotesi del continuo generalizzata, il principio diamante, l'assioma di Martin e l'ipotesi di Kurepa.

Una variante del metodo di forzatura può essere usato per dimostrare la consistenza e l'indimostrabilità dell'assioma della scelta, cioè, che l'assioma della scelta è indipendente da ZF. La consistenza della scelta può essere verificata in modo (relativamente) facile dimostrando che il modello interno L soddisfa la scelta (quindi ogni modello di ZF contiene un sottomodello di ZFC e perciò la consistenza di ZF, Con(ZF), implica Con(ZFC)). Dal momento che la forzatura preserva la scelta non possiamo produrre direttamente un modello che contraddice la scelta da un modello che la soddisfa. Tuttavia possiamo usare la forzatura per creare un modello che contiene un opportuno sottomodello, vale a dire uno che soddisfa ZF ma non C.
La forzatura è forse il metodo più pratico per la dimostrazione dei risultati di indipendenza, ma non è l'unico. In particolare il secondo teorema di incompletezza di Gödel, il quale afferma che nessun sistema assiomatico sufficientemente complesso può provare la sua consistenza, può essere usato per dimostrare risultati di indipendenza. In questo approccio si dimostra che una particolare asserzione nella teoria degli insiemi può essere usata per provare l'esistenza di un insieme modello di ZFC e quindi dimostrare la consistenza di ZFC. Poiché sappiamo che Con(ZFC) (la proposizione che afferma la consistenza di ZFC nel linguaggio della teoria degli insiemi) è indimostrabile in ZFC, nessuna asserzione che permette una simile dimostrazione può essere dimostrata in ZFC. Ad esempio questo metodo può essere usato per dimostrare che l'esistenza dei grandi cardinali non è dimostrabile in ZFC.

## Teoria degli insiemi (ZFC) come fondamento della matematica
Dagli assiomi iniziali della teoria degli insiemi è possibile costruire tutti gli altri concetti e oggetti matematici: numero, continuo, ordine, relazione, funzione, etc.
Ad esempio, mentre gli elementi di un insieme non hanno un ordine intrinseco, è possibile costruire modelli di liste ordinate. Il passo fondamentale è la capacità di modellare la coppia ordinata ( a, b ) che rappresenta l'appaiamento di due oggetti nell'ordine dato. La proprietà che definisce una coppia ordinata è ( a, b ) = ( c, d ) se e solo se a = c e b = d. L'approccio fondamentalmente è quello di specificare i due elementi e indicare quale è il primo, usando la costruzione:
{\displaystyle (a,b)=\{\{a,b\},\{a\}\}}
Le liste ordinate di lunghezza maggiore possono essere costruite induttivamente:
{\displaystyle {\begin{aligned}(a,b,c)&=((a,b),c)\\(a,b,c,d)&=((a,b,c),d)\\\ldots \end{aligned}}}
Un altro esempio è una costruzione minimale per i numeri naturali, principalmente basata sull'assioma dell'infinito, dovuta a von Neumann. Abbiamo bisogno di produrre una successione infinita di insiemi, dotata di una relazione di 'successore', come modello degli assiomi di Peano. Questa procedura fornisce una rappresentazione canonica per il numero N, come particolare scelta di un insieme contenente esattamente N elementi distinti.
Procediamo induttivamente:
{\displaystyle {\begin{aligned}0&=\{\}\\1&=\{0\}=\{\{\}\}\\2&=\{0,1\}=\{\{\},\{\{\}\}\}\\3&=\{0,1,2\}=\{\{\},\{\{\}\},\{\{\},\{\{\}\}\}\}\\\vdots \end{aligned}}}
ad ogni passo costruiamo un nuovo insieme di N elementi come l'insieme degli elementi (già definiti) 0, 1, 2, ..., N - 1. Più formalmente, ad ogni passo il successore di N è N ∪  { N }. In questo modo si ottiene un modello adeguato per l'intero insieme dei numeri naturali.
Poiché le relazioni, e in particolare le funzioni sono definite come insiemi di coppie ordinate, ed esistono costruzioni progressive degli interi, razionali, reali e numeri complessi a partire dall'insieme dei numeri naturali, siamo in grado di modellare essenzialmente tutte le strutture familiari della matematica.
Spesso si afferma che la teoria assiomatica degli insiemi è un fondamento adeguato per la matematica moderna, nel senso che in principio tutte le dimostrazioni possono essere scritte formalmente in termini di teoria degli insiemi. Tuttavia in generale non c'è nessun vantaggio nel fare questo, perché le differenze nei risultati rispetto alla pratica usuale sono minime. Un'area in cui può apparire uno scarto fra la pratica e la formalizzazione è la teoria delle categorie, dove ad esempio un concetto come 'la categoria di tutte le categorie' richiede un trattamento insiemistico particolarmente accurato.

## Buona fondatezza e iperinsiemi
Nel 1917, Dmitry Mirimanov (scritto anche come Mirimanoff) ha introdotto il concetto di buona fondatezza:
un insieme, x0, è ben fondato se e solo se non ha infinite successioni decrescenti di elementi:
{\displaystyle \cdots \in x_{2}\in x_{1}\in x_{0}.}
In ZFC non esistono infinite ∈-successioni decrescenti grazie all'assioma di regolarità (per una dimostrazione vedi Assioma di regolarità). Di fatto, l'assioma di regolarità è spesso chiamato assioma della fondatezza poiché può essere provato che in ZFC- (cioè,
ZFC senza l'assioma di regolarità) la buona fondatezza implica la regolarità.
Nelle varianti di ZFC senza l'assioma di regolarità, si presenta la possibilità di insiemi non ben fondati. Lavorando in una simile struttura, un insieme non necessariamente ben fondato è detto iperinsieme. Chiaramente, se A ∈ A, allora A è un iperinsieme non ben fondato.
La teoria degli iperinsiemi è stata applicata in informatica (algebra dei processi e semantica finale), in linguistica (teoria delle situazioni), e in filosofia (lavori sul paradosso del mentitore).
Sono ben noti tre distinti assiomi di anti-fondatezza:
1. AFA ('Assioma di anti-fondatezza, Anti-Foundation-Axiom) — dovuto a M. Forti e F. Honsell;
2. FAFA ('AFA di Finsler', Finsler's AFA) — dovuto a P. Finsler;
3. SAFA ('AFA di Scott', Scott's AFA) — dovuto a Dana Scott.

Il primo di questi, AFA, è basato sui grafi accessibili e afferma che due iperinsiemi sono uguali se e solo se possono essere rappresentati dallo stesso grafo. In questo contesto, si può mostrare che il cosiddetto atomo di Quine, definito formalmente da Q={Q}, esiste ed è unico.
È bene sottolineare che la teoria degli iperinsiemi è più una estensione della teoria degli insiemi classica che un sostituto: gli insiemi ben fondati in un dominio di iperinsiemi sono conformi alla teoria degli insiemi classica.

## Obiezioni alla teoria degli insiemi
Alcuni matematici di spicco come Henri Poincaré e Leopold Kronecker hanno sollevato obiezioni sull'uso della teoria degli insiemi come fondamento per la matematica, dichiarando che è solo un gioco dotato di elementi di fantasia. In particolare si pensa che Henri Poincaré abbia detto: "la teoria degli insiemi è una malattia da cui la matematica un giorno si riprenderà" (questa citazione è parte del folklore matematico, la sua fonte originale è ignota); Errett Bishop respinse la teoria degli insiemi considerandola matematica di Dio, e sostenendo che dovremmo lasciarla a Dio.
L'obiezione più frequente alla teoria degli insiemi è la visione costruttivista in cui la matematica è vagamente connessa alla computazione; in questo caso si sostiene che la teoria ingenua degli insiemi è stata formalizzata con l'aggiunta di elementi non computabili.
La teoria dei topoi è stata proposta come alternativa alla tradizionale teoria degli insiemi assiomatica. La teoria dei topoi include molte alternative alla teoria degli insiemi come il costruttivismo, la teoria degli insiemi sfocati, la teoria degli insiemi finiti, e la teoria degli insiemi computabili.